# 索洛涅湖
索洛涅湖（烏克蘭語：Солоне озеро），是烏克蘭的湖泊，位於該國東南部扎波羅熱州，處於普里莫爾斯克以南，長2公里、寬0.5公里，面積1平方公里，最大水深1米。